# Józef Dankowski (piłkarz)
Józef Dankowski (ur. 16 marca 1960 w Walentynowie) – polski piłkarz, trener piłkarski.

## Kariera piłkarska
Józef Dankowski podczas kariery piłkarskiej grał na pozycji obrońcy. Jego pierwszym profesjonalnym klubem był Górnik Zabrze. Czterokrotnie zdobył z nim mistrzostwo Polski oraz raz Superpuchar Polski. W 1990 został wypożyczony do greckiego klubu AE Larisa. Następnie do końca swojej kariery grał w Polsce. Reprezentował barwy Hetmana Zamość, Concordii Knurów, Polonii Warszawa i Stali Stalowa Wola. Karierę zakończył w 1995 roku, a następnie został trenerem.

## Reprezentacja Polski
| l.p. | Data             | Miejsce   | Przeciwnik     | Rezultat | Rozgrywki       | Grał   |
| ---- | ---------------- | --------- | -------------- | -------- | --------------- | ------ |
| 1.   | 4 września 1985  | Brno      | Czechosłowacja | 1-3      | towarzyski      | 90'    |
| 2.   | 2 września 1987  | Bydgoszcz | Rumunia        | 3-1      | towarzyski      | 90'    |
| 3.   | 23 września 1987 | Warszawa  | Węgry          | 3-2      | elim. Euro 1988 | do 45' |

## Kariera trenerska
W sezonie 2002/2003 doprowadził klub Concordia Knurów do IV ligi. Niegdyś szkoleniowiec takich klubów jak: Piast Gliwice, GKS BOT Bełchatów i Górnik Zabrze, z którym dotarł aż do finału Pucharu Polski. Następnie pełnił funkcję asystenta Dariusza Fornalaka w Piaście Gliwice i GKS-ie Katowice. Od rundy wiosennej sezonu 2010/11 prowadzi zespół Młodej Ekstraklasy Górnika Zabrze i jest koordynatorem ds. młodzieży śląskiego klubu.